# Carlos Asprilla
Carlos Fernando Asprilla (La Paila, 19 oktober 1970) is een voormalig Colombiaans profvoetballer, die in 2006 zijn carrière beëindigde bij de Chileense club Club de Deportes La Serena. Hij is een neef van oud-voetballers Faustino Asprilla en Miguel Asprilla.

## Clubcarrière
Asprilla speelde zestien seizoenen als verdediger voor onder meer América de Cali, Unión Magdalena, Millonarios en CS Herediano.

## Interlandcarrière
Asprilla kwam in totaal tien keer (nul doelpunten) uit voor de nationale ploeg van Colombia in de periode 1997–2000. Onder leiding van bondscoach Hernán Darío Gómez maakte hij zijn debuut op 8 juni 1997 in een WK-kwalificatiewedstrijd tegen Uruguay (1-1). Andere debutanten in dat duel waren Víctor Bonilla en John Wilmar Pérez. Asprilla maakte deel uit van de selecties voor de Copa América 1997.
| Interlands van Carlos Asprilla voor Colombia | Interlands van Carlos Asprilla voor Colombia | Interlands van Carlos Asprilla voor Colombia | Interlands van Carlos Asprilla voor Colombia | Interlands van Carlos Asprilla voor Colombia | Interlands van Carlos Asprilla voor Colombia |
| №                                            | Datum                                        | Wedstrijd                                    | Uitslag                                      | Competitie                                   | Goals                                        |
| -------------------------------------------- | -------------------------------------------- | -------------------------------------------- | -------------------------------------------- | -------------------------------------------- | -------------------------------------------- |
| 1                                            | 8 juni 1997                                  | Uruguay – Colombia                           | 1 – 1                                        | WK-kwalificatie                              | 0                                            |
| 2                                            | 13 juni 1997                                 | Mexico – Colombia                            | 2 – 1                                        | Copa América                                 | 0                                            |
| 3                                            | 8 oktober 1997                               | Noorwegen – Colombia                         | 0 – 0                                        | Vriendschappelijk                            | 0                                            |
| 4                                            | 8 september 1999                             | Trinidad en T. – Colombia                    | 4 – 3                                        | Vriendschappelijk                            | 0                                            |
| 5                                            | 20 oktober 1999                              | Mexico – Colombia                            | 0 – 0                                        | Vriendschappelijk                            | 0                                            |
| 6                                            | 20 november 1999                             | Colombia – Slowakije                         | 1 – 0                                        | Vriendschappelijk                            | 0                                            |
| 7                                            | 12 februari 2000                             | Colombia – Jamaica                           | 1 – 0                                        | CONCACAF Gold Cup                            | 0                                            |
| 8                                            | 16 februari 2000                             | Honduras – Colombia                          | 2 – 0                                        | CONCACAF Gold Cup                            | 0                                            |
| 9                                            | 19 februari 2000                             | Verenigde Staten – Colombia                  | 2 – 1                                        | CONCACAF Gold Cup                            | 0                                            |
| 10                                           | 23 februari 2000                             | Colombia – Peru                              | 2 – 1                                        | CONCACAF Gold Cup                            | 0                                            |

## Erelijst
América de Cali
- Colombiaans landskampioen

1990, 1992, 1996/97
 Millonarios
- Copa Merconorte

2001